# Florent Massip
Pour les articles homonymes, voir Massip.
Pas d'image ? Cliquez ici

a Compétitions nationales et continentales officielles uniquement.

Dernière mise à jour le 18 mars 2025.
Florent Massip, né le 29 mars 1994 à Saint-Denis, est un joueur français de rugby à XV qui évolue au poste d'arrière à l'US bressane.

## Biographie
Florent Massip est né à Saint-Denis, dans le quartier de Sainte-Clotilde.
Inscrit en école de rugby à XV à l'âge de six ans, au sein du XV dionysien de Saint-Denis, il s'essaye ensuite au football à huit ans. Au poste de gardien de but, il remporte l'édition 2006 de la Danone Nations Cup avec la sélection réunionnaise en catégorie benjamin, notamment en compagnie de l'attaquant Ludovic Ajorque. Néanmoins, il choisit de se reconvertir afin de plus se dépenser physiquement, et retourne vers les terrains de rugby à 15 ans.
Il intègre dès sa première saison de reprise le pôle espoirs de Saint-Denis. En 2010, lors d'un tournoi disputé en métropole, en Avignon, il est repéré par plusieurs clubs professionnels ; les clubs du Castres olympique et de l'US Dax formulent alors une offre avant de lui faire intégrer leur école de rugby. Massip choisit alors de rejoindre les cadets dacquois, déménageant en Europe dès le mois d'août 2010. Avant son départ, il est sacré champion de la Réunion en catégorie cadet.
Il vit sa première saison en alternance à Dax en semaine et chez ses grands-parents dans la Gironde voisine, à Gujan-Mestras. Après quatre saisons dans le sud des Landes, les dirigeants dacquois ne souhaitent pas l'intégrer au centre de formation à l'issue de la saison 2013-2014. L'autre club professionnel du département, le Stade montois, propose alors à Massip de rejoindre le club en tant qu'associé du centre de formation, lui permettant même de s'entraîner avec l'équipe première sans pour autant bénéficier officiellement du statut d'espoir. Il s'initie alors au rôle de buteur, sous les ailes du joueur professionnel Antoine Vignau-Tuquet. Il ne reçoit pas pour autant de nouvelle offre après cette saison.
Suivant en parallèle des études de management à Bayonne, il est contacté par le club béarnais du FC Oloron, évoluant alors en Fédérale 1 ; Massip choisit de privilégier du temps de jeu en équipe première plutôt qu'une nouvelle année en catégorie junior.
Pendant sa deuxième saison à Oloron, Florent Massip est contacté au mois de janvier 2017 par Marc Delpoux, manager de Provence Rugby, basé à Aix-en-Provence. Il signe ainsi son premier contrat professionnel à compter de la saison suivante, devenant par ailleurs le premier joueur de rugby natif de la Réunion à obtenir le statut professionnel. Il y continue son initiation de tir au but en alternance avec Nicolas Picabéa, joueur emblématique du club béarnais.
Titularisé dès sa première année en Provence et occupant le rôle de buteur, il est sacré champion de France, synonyme de promotion en Pro D2, la deuxième division professionnelle nationale. Au terme de la saison 2018-2019, il termine meilleur réalisateur de la division,. Contacté par plusieurs clubs de Top 14, Massip reste à Aix-en-Provence, aucun de ces derniers ne souhaitant rompre sa clause libératoire active jusqu'en 2021. Il prolonge finalement pour deux saisons supplémentaires en janvier 2021. Au terme de la saison 2020-2021, il a par ailleurs terminé en tant que meilleur réalisateur de la division pour la 2e fois, battant par la même occasion son précédent record.
Dès le début de la saison 2022-2023, il est très peu utilisé par le staff d'entraîneurs de Mauricio Reggiardo. Il retrouve sa place au printemps, devant les mauvaises prestations au but des recrues ayant pris son poste, mais son contrat n'est pas pour autant renouvelé au terme de la saison ; Massip quitte ainsi le club après six saisons en son sein. Il s'engage avec l'US bressane, alors pensionnaire de Nationale, pour deux années plus une optionnelle.

## Palmarès

### En rugby à XV
- Championnat de France de 2e division :
  - Meilleur réalisateur : 2019, 2021.
- Championnat de France de 1re division fédérale :
  - Champion : 2018.
- Championnat de la Réunion en catégorie cadets :
  - Champion : 2010.

### En football
- Danone Nations Cup :
  - Vainqueur : 2006.